# Mind the gap
Mind the gap (literalment, compte amb el buit) és una expressió utilitzada al metro de Londres (Regne Unit) des 1969 per avisar els passatgers de l'existència d'un buit entre l'andana i el vagó del tren a l'hora d'entrar o sortir-ne. Amb el temps s'ha convertit en un símbol del transport de Londres i en un element turístic més de la ciutat, i s'ha estès als serveis de transport suburbà d'altres ciutats com Toronto, Hong Kong, Seattle o Nova York.

## Origen de la frase
Va ser encunyada cap al 1968 per emetre un avís per megafonia davant la ineficàcia de l'avís de conductors i assistents de les estacions als passatgers. Com que la memòria digital era costosa, el metro de Londres va haver de triar una frase curta i concisa, que a més es pogués escriure a les parets i al terra de les andanes.
L'equip de so va ser subministrat per AEG Telefunken. L'enginyer de so Peter Lodge, juntament amb un enginyer escocès de Telefunken, va registrar les frases Mind the gap i Stand clear of the doors please, però l'actor que va llegir les frases va registrar la gravació, per la qual cosa es van haver de tornar a gravar posteriorment per evitar els costos dels royalties.
No obstant això, la gravació de Lodge se segueix utilitzant en algunes estacions, mentre que en altres utilitzen noves gravacions. Una va ser registrada per l'artista Emma Clarke i altres, a la Piccadilly Line, per Tim Bentinck.

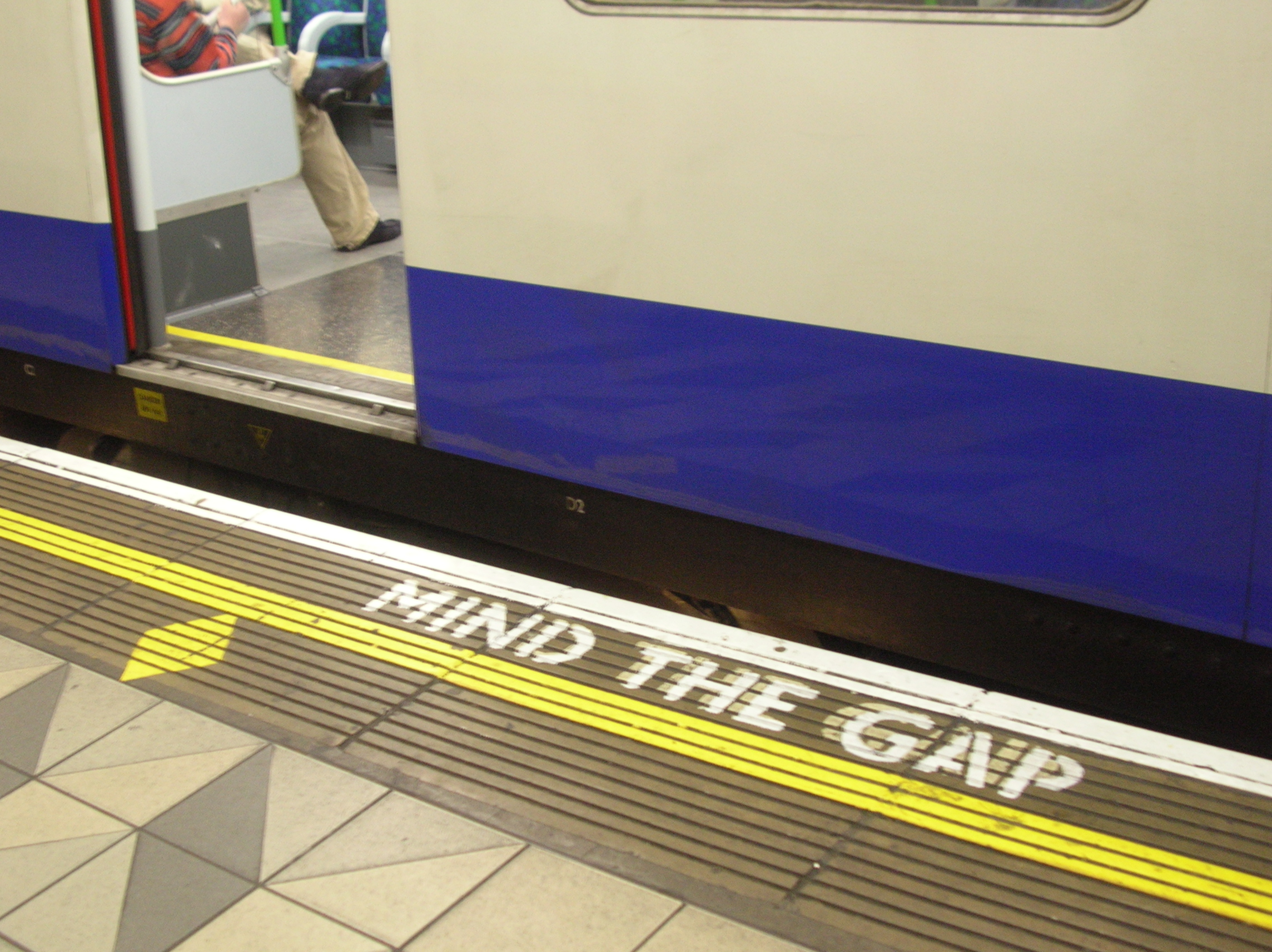
La inscripció Mind the gap a l'estació de Bank & Monument